# 서울망원초등학교
서울망원초등학교는 대한민국 서울특별시 마포구 망원동에 있는 공립 초등학교이다.

## 학교 연혁
- 1984년 10월 26일: 서울망원초등학교 개교(1~6학년,18학급)
- 1986년 2월 18일: 1회 졸업식
- 1996년 8월 29일: 급식 조리실 공사
- 1997년 4월 15일: 각 교실 신주머니 걸이대 설치
- 1997년 5월 2일: 각 층 및 교무실 냉온수기 설치
- 1997년 8월 14일: 컴퓨터 49대 설치(586 컴퓨터)설치
- 2015년 3월 1일: 학급당 인원수 감소로 해당 학년도 기준 4,5학년 학급수를 2학급으로 재편성. 총 16학급
- 2024년 10월 26일: 개교 40주년

## 참고 자료
- 서울망원초등학교 - 한국교육학술정보원 학교알리미